# Внешние отмели
Внешние отмели (англ. Outer Banks) — 320-километровая полоса узких песчаных барьерных островов побережья Северной Каролины, начинающихся у юго-восточного края Верджиния-Бич восточного побережья США. Они занимают около половины всей береговой линии Северной Каролины и отделяют лагуны Карритак, Албемарл и Памлико от Атлантического океана.

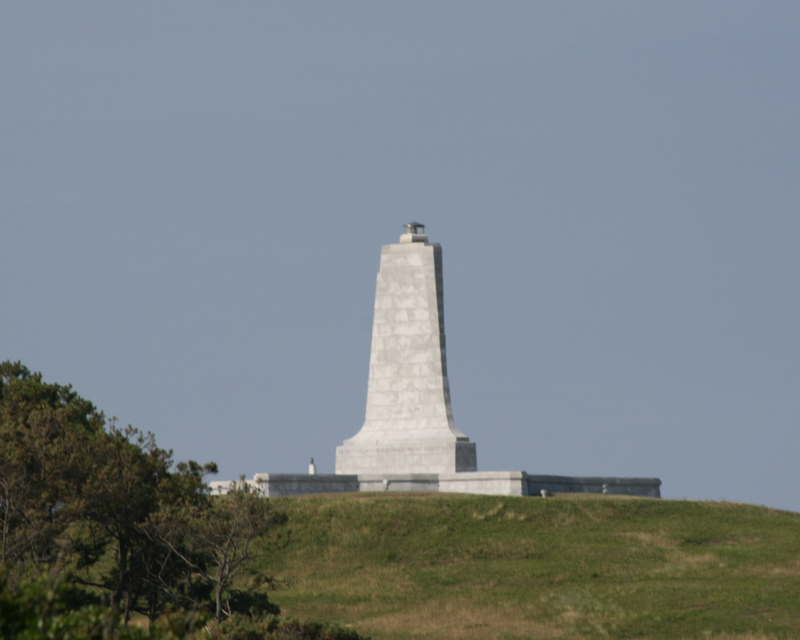
Национальный мемориал братьев Райт

Внешние отмели являются известной туристической достопримечательностью и славятся своим умеренным климатом и протяжёнными песчаными пляжами. Наиболее популярно побережье у мыса Хаттерас. Здесь на Килл-Девил-Хилс рядом с городом Китти-Хок братья Райт совершили свой исторический полёт. Сейчас на этом месте расположен Национальный мемориал братьев Райт. Здесь находилась знаменитая английская «исчезнувшаяся колония» Роанок. Переменчивый в этих местах океан и большое количество останков затонувших кораблей снискали соседним водам Внешних отмелей славу «кладбища Атлантики».

## География
Внешние отмели представляют собой цепь узких островов (с севера на юг):
- Боди
- Роанок
- Хаттерас
- Окракоук